# Adilson Monteiro Alves
Adilson Monteiro Alves (São Paulo, 26 de dezembro de 1946) é um sociólogo e político brasileiro, filiado ao Movimento Democrático Brasileiro.

## Biografia
Foi dirigente da Executiva do PMDB-SP e da Federação Paulista de Futebol. Criador da Democracia Corintiana, foi o responsável pela colocação do esporte na luta pela redemocratização do País. Nas Eleições estaduais em São Paulo em 1986 das 84 vagas na Assembleia Legislativa de São Paulo 37 foi do PMDB e Adilson foi dono de uma com 57.800 sendo 0,37% dos votos. Foi eleito para a Constituinte com concentração maior de seus votos em São Paulo. Deputado estadual pelo PMDB em duas legislaturas (1987/1991 e 1991/1995). Presidiu as Comissões de Esporte e Turismo e de Redação, da qual também foi vice-presidente. Ocupou ainda a vice-presidência da Comissão de Cultura, Ciência e Tecnologia. Foi secretário de Estado de Cultura (1991/1993), no governo Fleury. Participou como membro efetivo da Comissão da Ordem Econômica e Social e como suplente da Comissão de Sistematização da Constituinte.
Duílio Monteiro Alves, filho de Adilson, foi presidente do Corinthians entre janeiro de 2021 e dezembro de 2023.